# 捷扎文斯克
51°05′57″N 66°18′56″E / 51.09922°N 66.31557°E
捷扎文斯克是哈萨克斯坦阿克莫拉州的一个城镇，海拔226米，2012年人口13,856。